# Le Tremblois
Le Tremblois är en kommun i departementet Haute-Saône i regionen Bourgogne-Franche-Comté i östra Frankrike. Kommunen ligger i kantonen Gray som tillhör arrondissementet Vesoul. År 2022 hade Le Tremblois 156 invånare.

## Befolkningsutveckling
Antalet invånare i kommunen Le Tremblois
| Referens: INSEE |